# Örnsköldsviks Tidning
Örnsköldsviks Tidning var en dagstidning som kom ut 21 juni 1879 till 28 februari 1880  och  sedan under nya titeln Örnsköldsviks nya Tidning 13 mar 1880 till 18 december samma år. 
Tidningen gavs ut i  Umeå och trycktes hos  E. G. Lindroth i Örnsköldsvik. Typsnitt var en blandning av frakturstil  och antikva. 
Tidningen kom en gång i veckan på lördagar med 4 sidor i folio med 4 spalter på formatet 39 x 26 cm. Priset för prenumeration var 2 kronor 1879 och 3 kronor för 1880.
Utgivningsbevis för Örnsköldsviks Tidning utfärdades för kommissionslandtmätaren Daniel Åslund sign. Gök Gökson Gök den 11 juni 1879  och senare för Örnsköldsviks nya Tidning för kommissionären Anders Henrik Kollberg  den 13 mars 1880 , båda bosatta i Umeå.